# Festivali i Këngës 40
Festivali i Këngës 41 var den 41:a årliga upplagan av Festivali i Këngës. Tävlingen hölls i december 2001 i Pallati i Kongreseve i Tirana. Tävlingen leddes av Alban Dudushi tillsammans med Ornela Bregu. 
Flera av detta års tävlande hade nått bra resultat i tävlingen tidigare. Manjola Nallbani hade vunnit tävlingen 1989 och 1993. Aurela Gaçe vann tävlingen 1999 med "S'jam tribu" som hade samma upphovsmän och Rovena Dilo vann tävlingen året innan med "Ante i tokës sime". Systrarna Eranda Libohova och Irma Libohova vann tävlingen tillsammans 1987. Kozma Dushi hade tidigare slutat tvåa i tävlingen.
Efter att juryn röstat stod det klart att Aurela Gaçe för andra gången stod som segrare i tävlingen med sin låt "Jetoj" (eller "Ndjej") som skrivits av Jorgo Papingji med musik av Adrian Hila. Tvåa slutade Eranda Libohova med låten "Më prit" följd av Rovena Dilo (segraren året innan) med "Antinostradamus". 

## Deltagare (urval)
| Plats | Artist                          | Låt                       | Text            | Musik              |
| ----- | ------------------------------- | ------------------------- | --------------- | ------------------ |
| 1     | Aurela Gaçe                     | "Jetoj"                   | Jorgo Papingji  | Adrian Hila        |
| 2     | Eranda Libohova                 | "Më prit"                 | Migjena Aliaj   | Genti Lako         |
| 3     | Rovena Dilo                     | "Antinostradamus"         | Rovena Dilo     | Pirro Çako         |
| i.u.  | Irma Libohova & Bashkim Alibali | "Taverna e vjetër"        | Jorgo Papingji  | Jetmir Barbullushi |
| i.u.  | Bojken Lako                     | "Qielli dhe toka"         | Bojken Lako     | Bojken Lako        |
| i.u.  | Silva Gunbardhi & Kozma Dushi   | "Gënje! Por thuaj të dua" | Arbën Duka      | Osman Mula         |
| i.u.  | Mariza Ikonomi                  | "Zjarrin do ta gjëj"      | Ardjan Trebicka | Fabian Asllani     |
| i.u.  | Manjola Nallbani                | "Sa larg"                 | i.u.            | i.u.               |
| i.u.  | Jonida Maliqi                   | "Ik"                      | i.u.            | i.u.               |
| i.u.  | Bleona Qereti                   | "Telefon"                 | i.u.            | i.u.               |